# Lãnh địa Euboea
Tam chúa quốc Negroponte (tiếng Latinh: Dominium Nigropontis) là một quốc gia thập tự chinh được thành lập trên đảo Euboea (tiếng Ý: Negroponte) sau khi phân chia Đế quốc Byzantine theo Cuộc Thập tự chinh thứ tư. Phân chia thành ba baronies (terzieri, "phần ba") (Chalkis, Karystos và Oreos) được điều hành bởi một vài gia đình Lombard có liên quan, hòn đảo này sớm bị ảnh hưởng bởi Cộng hòa Venice. Từ khoảng năm 1390, hòn đảo đã trở thành thuộc địa Venezia với tên gọi Vương quốc Negroponte (Regno di Negroponte).

## Lịch sử
Sau sự phân chia lãnh thổ Byzantine (Partitio terrarum imperii Romaniae), Euboea được trao cho Boniface of Montferrat, vua của Thessalonica Boniface lần lượt nhượng lại hòn đảo này như là một thái ấp cho Jacques II của Avesnes, người đã củng cố kinh đô Chalkis.
Tuy nhiên, sau cái chết của ông vào giữa năm 1205, hòn đảo này đã được nhượng lại cho ba nam tước Veronese: Ravano dalle Carceri, Giberto dalle Carceri và Pecoraro da Mercanuovo. Họ chia hòn đảo thành ba phần ba (terzieri, "phần ba"): phía bắc, có trụ sở tại Oreos (Terzero del Rio), phía nam, cai trị từ Karystos (Ý: terzero di Caristo) và phần trung tâm, cai trị từ Khalkis (Terzero della Clissura). Thành phố Chalkis hoặc Negroponte (città de Lombardi, "thành phố của người Lombard") tuy nhiên không thuộc quyền kiểm soát của người sau cùng, nhưng phục vụ như là thủ đô tổng thể của đảo và nơi cư trú chung của các nhà lãnh đạo Lombard và gia đình của họ. Tuy nhiên, vào năm 1209, Ravano đã tự xưng là chủ nhân duy nhất của Euboea, xưng mình là một dominus insulae Nigropontis.